# Titanidiops crassus
Espèce
Synonymes
- Idiops crassus Simon, 1884
- Idiops colletti O. Pickard-Cambridge, 1889

Titanidiops crassus est une espèce d'araignées mygalomorphes de la famille des Idiopidae.

## Distribution
Cette espèce est endémique de la région de Magway en Birmanie,. Elle se rencontre vers Min Hla.

## Description
La carapace de la femelle holotype mesure 11,5 mm de long sur 9,6 mm et l'abdomen 17 mm de long sur 12,5 mm.

## Systématique et taxinomie
Cette espèce a été décrite sous le protonyme Idiops crassus par Simon en 1884. Elle est placée dans le genre Acanthodon par Thorell en 1895, dans le genre Pachyidiops par Simon en 1903 puis dans le genre Titanidiops par Schwendinger, Huber et Hongpadharakiree en 2024.
Idiops colletti a été placée en synonymie par Thorell en 1895.

## Publication originale
- Simon, 1884 : « Arachnides recueillis en Birmanie par M. le chevalier J. B. Comotto et appartenant au Musée civique d'histoire naturelle de Gènes. » Annali del Museo civico di storia naturale Giacomo Doria, vol. 20, p. 325-372 (texte intégral).